# Schienenverkehr in Tunesien

Schienennetz Tunesiens

Der Schienenverkehr in Tunesien wird heute einerseits von der Société nationale des chemins de fer tunisiens betrieben. Zweiter Anbieter ist die Société des transports de Tunis, die die Stadtbahn Tunis betreibt.

## Geschichte
In Tunesien wurden sowohl Strecken in Normalspur – vornehmlich in der westlichen Hälfte des Landes, als auch in Meterspur im Osten und Südosten des Landes errichtet. Netze in beiden Spurweiten bestehen bis heute und treffen sich in Tunis, wo doppelspurige Gleisanlagen sowohl in den Hafen als auch in den Hauptbahnhof Tunis Ville führen. Ergänzt wurde diese Eisenbahninfrastruktur um Bahnen in der Spurweite 600 mm, die vorrangig Industrie- und Bergwerksbetrieben sowie dem Militär dienten. Diese sind, soweit sie nicht umgespurt wurden, heute stillgelegt. 

## SNCFT heute
Die Société Nationale des Chemins de Fer Tunisiens ist eine Staatsbahn, die Personen- und Güterverkehr auf einem Streckennetz von 2167 km betreibt.

## Stadtbahn Tunis
Nachdem 1960 die Straßenbahn in Tunis stillgelegt worden war, wurde 1981 in Vorbereitung auf eine U-Bahn in Tunis die Société de métro léger de Tunis (SMLT) gegründet, die 2003 in der Société des transports de Tunis (Transtu) aufgegangen ist. Eine erste Strecke eines Stadtbahnsystems in Spurweite 1435 mm ging 1985 in Betrieb, weitere folgten. Transtu betreibt außerdem die Vorortbahn Tunis-Goulette-Marsa (TGM).

## Internationaler Verkehr
Nach 28 Jahren Unterbrechung wurde am 14. August 2024 der grenzüberschreitende Verkehr nach Algerien mit drei Zügen pro Woche und Richtung zwischen Tunis und Annaba im Osten Algeriens wieder aufgenommen. In Annaba besteht Anschluss an den Nachtzug nach Algier.